# Trijicon
La Trijicon è un'azienda statunitense, con sede a Wixom nel Michigan, specializzata nella produzione di mirini telescopici per armi da fuoco quali pistole, fucili d'assalto e fucili di precisione.
Quasi tutti i mirini prodotti dalla Trijicon non necessitano di batterie ma utilizzano un sistema di rifrazione a fibra ottica per il giorno ed un reticolo con tracciante al trizio per la notte.

## Prodotti
Il principale prodotto è l'Advanced Combat Optical Gunsight un mirino telescopico che, grazie alla sua efficienza ed affidabilità, è stato incluso nel kit SOPMOD (modello ACOG 4x).
Tra gli altri prodotti disponibili vi sono Reflex, TriPower, AccuPoint, TANS oltre a red dot e mirini notturni.